# Менделівські ознаки людини
Декілька спадкових ознак людини можуть слугувати класичними прикладами законів спадковості Менделя: їх наявність контролюється єдиним геном, який може бути аутосомо-домінантного чи рецесивного типу. Люди, що успадкували принаймні один домінантний ген від одного з батьків, зазвичай, мають домінантну форму відповідної ознаки. Натомість рецесивний фенотип мають люди, які від обох батьків отримали рецесивний ген.
Такий спосіб наслідування передбачає, що дитина батьків з рецесивним фенотипом також проявлятиме рецесивний фенотип. У тому випадку, коли такий прояв не має місця, це може слугувати показником (проте не доказом) того, що один з батьків не може бути біологічним батьком дитини.
Це також значить, що рецесивний фенотип теоретично може «пропустити» довільну кількість поколінь перед його проявом, залишаючись незадіяним у гетерозиготних особин до тих пір, поки вони не зустрінуть когось хто б також мав рецесивний ген і обоє вони не передали б його дитині.
До менделівських ознак людини належать:
- альбінізм
- вдовиний пік
- ластовиння
- вільні чи закріплені мочки вуха
- волога чи суха вушна сірка
- група крові
- здатність смакувати фенілтіокарбамід
- брахідактилія (короткопалість)
- поділене підборіддя
- «хічхайкерів палець» («палець автостопера», англ. hitchhiker's thumb)
- шестипалість
- ямочки на щоках

Деякі ознаки довгий час вважалися менделівськими, однак їх механізм успадкування, імовірно, засновується на складнішій генетичній моделі та, можливо, задіює більше одного гена. До них належать:
- колір волосся
- колір очей
- палець Мортона
- скручування язика

Деякі з не менделівських ознак досі розглядаються як менделівські у шкільній програмі вивчення основ генетики.